# Заслуженный профессор
«Заслу́женный профе́ссор» — почётное звание, которое присваивалось с 1804 года в Российской империи (1721—1917) ординарным и экстраординарным профессорам высших учебных заведений — университетов, институтов, академий — и было сопряжено с преимуществами по отношению к пенсиям. Звание давало преподавателю право сохранить выслуженную им пенсию в полном размере сверх жалованья при службе вне университета, академии или института.

## История
Звание начало присваиваться профессорам Императорского Московского университета за 25 лет беспорочной службы с назначением пенсии в размере годового оклада.
В духовных академиях для приобретения звания заслуженного профессора была необходима выслуга 25 лет в должности штатного преподавателя в академии.
В Императорской медико-хирургической академии было достаточно выслуги 25 лет в учебном составе академии или других высших учебных заведений.
В военных академиях (военно-юридической, Генерального штаба и др.) звание заслуженного профессора получали профессора, приобретшие право на полную пенсию на учебной службе и прослужившие притом не менее 10 лет в должности профессора. Заслуженные профессора военных академий сохраняли право на получение пенсии на службе как в академии, так и вне её.